# クラス -ねらわれたコールヒル高校-
『クラス -ねらわれたコールヒル高校-』（原題：Class）は、2016年に放送されたイギリスのSFテレビドラマ。同じくイギリスのSFドラマである『ドクター・フー』のスピンオフにあたる。初代ドクターの孫娘スーザンが通いクララ・オズワルドが教員を務めていたコールヒル高校を舞台とし、時空の裂け目を通って侵入するエイリアンに立ち向かう生徒たちの日々を描く。
脚本は全話パトリック・ネスが担当し、エグゼクティブ・プロデューサーには『ドクター・フー』と同じくスティーヴン・モファットが就いた。第1シリーズのみからなり、全8話。DVD発売時の別邦題として『CLASS/クラス』がある。

## 製作

### 脚本
『CLASS/クラス』はヤングアダルトフィクション作家パトリック・ネスが製作した。シリーズのためのアイディアは『ドクター・フー』そのものに由来しており、親番組にほぼ組み込まれていた。ネスはかつて『ドクター・フー』のエピソードの執筆依頼を受けており、この契約が後に『CLASS/クラス』に繋がった。ネスは自身による前作のヤングアダルトフィクション小説 The Rest of Us Just Live Here の影響、特に作中に登場する The Chosen Ones と呼ばれる生物のアイディアを利用した。番組のエグゼクティブ・プロデューサーには当時の『ドクター・フー』と同じくスティーヴン・モファットが就き、製作スタッフは前時代のフィクション創作のエキスパートであるパトリック・ネスを起用してヤングアダルト層の視聴者を集める狙いがあった。
脚本スタイルは『ヴァンパイア・ダイアリーズ』や『バフィー 〜恋する十字架〜』といった先のティーン向けドラマに影響されており、これらのドラマはいずれも第1話で他の大作ドラマとの繋がりを仄めかしている。エグゼクティブ・プロデューサーのブライアン・ミンチンは、本シリーズが以前の『ドクター・フー』のスピンオフシリーズ『秘密情報部トーチウッド』ほどには暗くならないよう試みたと述べている。ミンチンは同時に『ドクター・フー』のエグゼクティブ・ディレクターでもあった。ラジオ・タイムズの取材で何故『ドクター・フー』のスピンオフの製作を決定したかを問われた際、新しいシリーズを進めることになった理由として、彼はパトリック・ネスのアイディア番組の舵に据えることで快適になったためと答えている。
2016年10月からイギリスで放送が開始された本シリーズは1シーズンで打ち切られることとなったが、全6話のオーディオドラマとして続編が制作された。

### 撮影
製作スタッフにより、シリーズ全体に『ドクター・フー』へのイースター・エッグ・メディアが意図的に散りばめられた。。プロデューサーの一人であるデレク・リッチーは、ラジオ・タイムズ上にて「可能な限り盛り込むイースター・エッグは少なくしている」と主張し、さらに『ドクター・フー』の一部かつ新たな部分にも感じられることが視聴者にとって重要であると述べている。例えば、第1話「命がけのプロム」では『ドクター・フー』の過去の登場人物であるクララ・オズワルドとダニー・ピンクの名前、アートロンエネルギー、見た目より中が広い地球外の箱などが登場する。
第1話の撮影はカーディフで行われ、メインスタジオにはカーディフの Roath Lock Studios が使用された。

## 放送
2016年10月22日に第1話「命がけのプロム」と第2話「ドラゴン・タトゥーのコーチ」がBBC Threeで放送され、シリーズの放送が開始された。放送枠はそれぞれ45分で、BBC iPlayer 上でも同日に公開された。10月22日の放送後、次にBBC Oneとオーストラリア放送協会で、続いて2017年にBBCアメリカで放送する予定が組まれた。
日本では『クラス -ねらわれたコールヒル高校-』という邦題で2018年4月15日からHuluで独占配信されており、同タイトルで2018年5月12日にHulu傑作シアターの放送枠で初めて地上波で放送された。放送されたエピソードは第1話「命がけのプロム」であった。同年11月2日には『CLASS/クラス』という題でKADOKAWAからDVDボックスが発売されたが、DVDの販売は2023年11月までに終了した。

## 主な登場人物

### メインメンバー
エイプリル・マクレーン
演：ソフィー・ホプキンス
声：渡辺優里奈
平凡で目立たないが、強い意思を持つ女子生徒。第1話のプロムで時空の裂け目を通してシャドー族の王コラカイナスと心臓が接続され、人生が大きく変貌することになる。
ラム・シン
演：ファディ・エルサイード
声：水中雅章
サッカークラブに所属するスポーツ万能の男子生徒。第1話でコラカイナスに脚を切断されたが、12代目ドクターから義足を受け取る。素行不良な面を見せていたが、物語が進むにつれ仲間意識を抱くようになる。
タニア・アデラ
演：ヴィヴィアン・オパラ
声：廣田悠美
ナイジェリア出身の才女。並外れた学力を持ち、飛び級でコールヒル高校に進学する。父ジャスパーを本編の2年前に失っている。
チャーリー・スミス
演：グレッグ・オースティン
声：バトリ勝悟
ロディア族の王子にして最後の末裔。シャドー族による大虐殺の最中12代目ドクターに救出され、人間に成り済ましてコールヒル高校に通う。正体が異星人であるため、時折人類の常識を理解していない言動を見せる。シャドー族の侵攻に対抗するため“魂のキャビネット"と呼ばれる終末兵器を保有し、校内で管理している。
アンドレア・クイル
演：キャサリン・ケリー
声：浅野まゆみ
コールヒル高校の物理教師。正体はチャーリーと同じ惑星からやって来た異星人で、ロディア族と対立関係にあるクイル族の末裔である。クイル族はロディア族に敗北し、クイル族を率いていたクイルはチャーリーと精神的なリンクにより強制的に束縛され、彼の奴隷かつ守護者として過ごしている。好戦的な性格であり、チャーリーに対し寝首を掻く機会を窺っている。

### その他
フランシス・アーミテージ
演：ナイジェル・ベッツ
コールヒル高校の校長。第2話でドラゴンに襲われ死亡する。
『ドクター・フー』からの登場人物でもあり、クララがコールヒル高校に勤務していたシリーズ8でたびたび登場した。
ドロシア・エイムズ
演：プーキー・クイネル
声：塙英子
アーミテージの死後、理事会から派遣された女性の新校長。クイルとチャーリーが異星人であることを把握しており、全編を通して不審な動きを見せる。
第8話の終盤にて、彼女が所属していた理事会が嘆きの天使に関与する集団であることが判明する。
コラカイナス
演：ポール・マーク・デイビス
声：福西勝也
闇の中に生き、他の惑星や種族を次々に侵略するシャドー族の王。時空を切り裂く剣を持つほか、肉体を黒い煙へ変化させることが可能。
第1話で地球へ侵攻して12代目ドクターに撃退されるが、心臓がエイプリルと結びつき、本拠地の惑星に戻ってもなお苦しめられることになる。次第に心臓のリンクが強まる状況に耐えられず、地球の座標を特定して再度の侵攻を企てるが、母星に乗り込んだエイプリルとの正面対決に敗北し王としての威厳を失う。エイプリルの命令で牢獄に囚われながらも、再三の地球侵攻を画策する。
12代目ドクター
演：ピーター・カパルディ
声：内田直哉
『ドクター・フー』の主人公。2000年以上の時を生きていたタイム・ロードと呼ばれる種族の生き残りであり、タイムマシンターディスに乗って宇宙を旅する。第1話にゲスト出演してシャドー族の侵攻を退けたほか、脚を失ったラムに義足を与えた。チャーリーとクイルをシャドー族から救い出し、コールヒル高校の生徒を守りながら人間として地球で生活するように指示を出したのも彼である。
詳細はドクターを参照。

## エピソードリスト
初回放送日として、イギリスはBBC3での放送を、日本はHuluでの配信を記述する。
| 話数  | エピソードタイトル                                              | 初回放送日                                   | 監督                     | 脚本             |
| ----- | --------------------------------------------------------------- | -------------------------------------------- | ------------------------ | ---------------- |
| 第1話 | 命がけのプロム For Tonight We Might Die                         | 2016年10月22日（BBC3） 2018年4月15日（Hulu） | エドワード・バザルゲット | パトリック・ネス |
| 第2話 | ドラゴン・タトゥーのコーチ The Coach with the Dragon Tattoo     | 2016年10月22日（BBC3） 2018年4月15日（Hulu） | エドワード・バザルゲット | パトリック・ネス |
| 第3話 | 夜の訪問者 Nightvisiting                                        | 2016年10月29日（BBC3） 2018年4月22日（Hulu） | エドワード・バザルゲット | パトリック・ネス |
| 第4話 | ふたりの心臓 Co-Owner of a Lonely Heart                         | 2016年11月5日（BBC3） 2018年4月29日（Hulu）  | フィリパ・ラングデイル   | パトリック・ネス |
| 第5話 | 勇敢なる心 Brave-ish Heart                                      | 2016年11月12日（BBC3） 2018年4月29日（Hulu） | フィリパ・ラングデイル   | パトリック・ネス |
| 第6話 | 無限の居残り Detained                                           | 2016年11月19日（BBC3） 2018年5月6日（Hulu）  | ウェイン・チェ・イップ   | パトリック・ネス |
| 第7話 | クイルの変わらぬ決意 The Metaphysical Engine, or What Quill Did | 2016年12月26日（BBC3） 2018年5月13日（Hulu） | ウェイン・チェ・イップ   | パトリック・ネス |
| 第8話 | 迷えし者 The Lost                                               | 2016年12月3日（BBC3） 2018年5月20日（Hulu）  | ジュリアン・ホームズ     | パトリック・ネス |